# 安足間站
安足間站（日语：／ Antaroma eki */?）是北海道旅客鐵道石北本線沿線的車站之一，位於日本北海道上川郡愛別町境內。車站編碼為A41。
名稱源自阿伊努語的「ar-ta-or-oma-p」，意思為一側有高岸的河川。

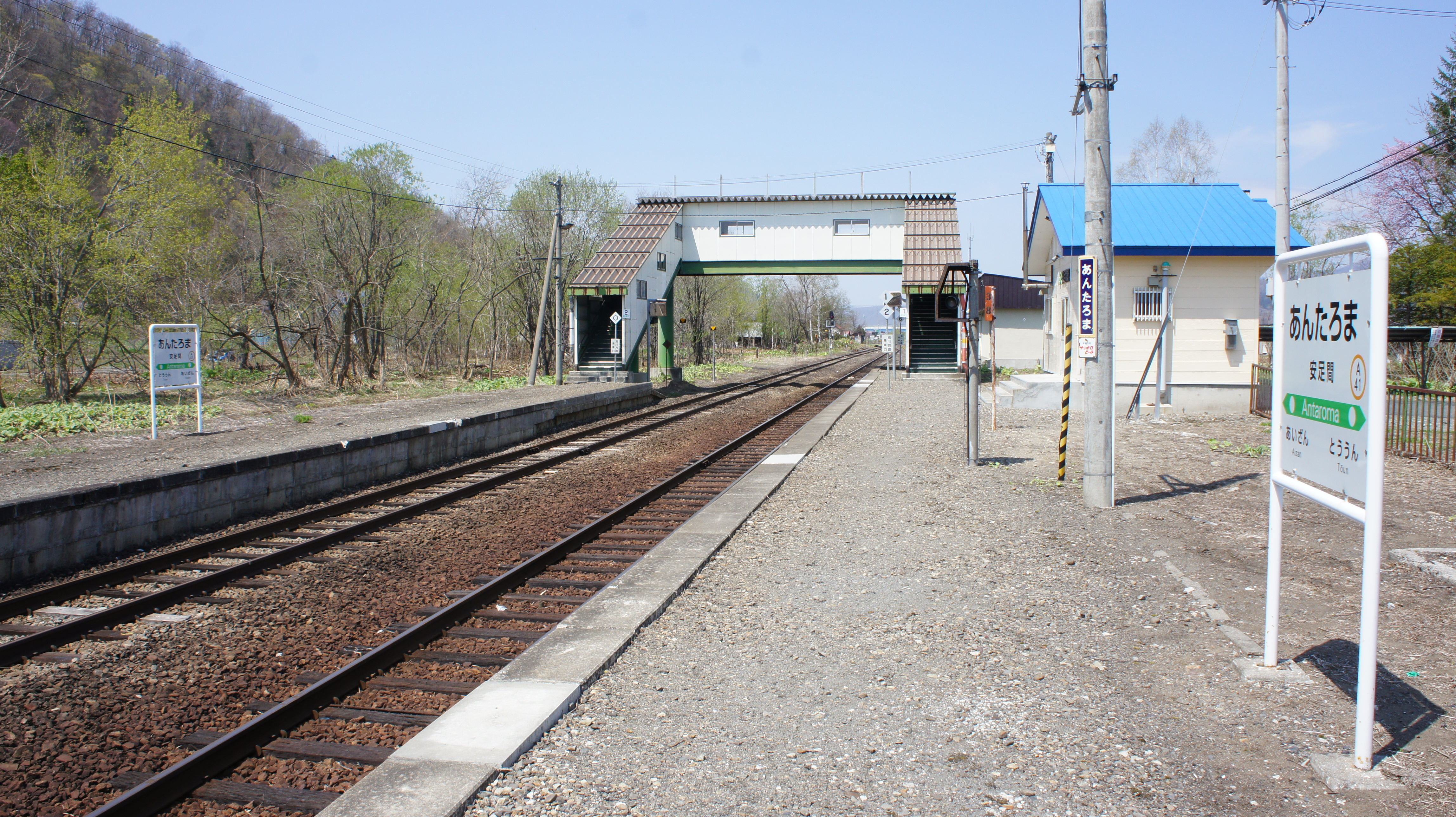
月台(2015年5月)

## 車站構造
- 相對式月台，2面2線的地面車站，設有架空道路及簡易車站大廳。
- 為交換車站，而普通列車都會在1號線停靠。
- 無人站。設有自動售票機。

## 車站周邊
- 國道39號
- 旭川東警署愛山分所
- 愛山郵局
- JA上川中央愛山店
- 道北巴士「安足間入口」巴士站

## 歷史
- 1923年（大正12年）11月15日 - 以日本國有鐵道車站之姿啟用。
- 1975年（昭和50年）12月25日 - 廢止貨物裝卸。
- 1984年（昭和59年）2月1日 - 取消行李處理。
- 期間 - CTC化的同時車站無人化。
- 1987年（昭和62年）4月1日 - 日本國鐵正式民營化並進行分割，車站劃歸由JR北海道繼承。

## 相鄰車站
北海道旅客鐵道（JR北海道）
■石北本線
特別快速「北見」
通過
普通
中愛別（A39）－安足間（A41）－上川（A43）

## 外部連結
- （日語）JR北海道 – 安足間車站 （页面存档备份，存于）
- （日語）全驛參觀之旅 （页面存档备份，存于）

1. ↑  北海道庁.  (PDF). 北海道庁.   [2017-08-16]. （原始内容存档 (PDF)于2018-04-17）.